# Hess Holding
Die Hess Holding GmbH & Co. KG war ein mittelständisches familiengeführtes Unternehmen im Bereich des Autoteilehandels mit Hauptsitz in Köln. 2022 wurden mehrere Versuche unternommen Investoren zu finden. Diese Versuche waren nicht von Erfolg gekrönt, sodass das Unternehmen am 1. Mai 2022 Insolvenz beantragen musste. Die Internetadresse des Unternehmens ist nicht mehr erreichbar.

## Geschichte
Die Firma wurde 1929 durch Johannes, genannt „Hans“, Hess als Vertrieb für Kolbenringe gegründet. 1932 erfolgte die Übernahme der Mahle-Vertretung für Kolben. 1965 begann mit  Hans Otto Hess die zweite Generation in der Firma. 1971 wurde die Motair Turbolader gegründet, die heute Teil der Hess Holding GmbH & Co. KG ist. 1979, zum 50-jährigen Jubiläum der Firma, erfolgte der Umzug in das jetzige Hauptgebäude im Stadtteil Köln-Ehrenfeld. Zuvor war die Firma an anderen Kölner Standorten ansässig. 1994 war Hess Gründungsmitglied der Einkaufskooperation TEMOT International. 2003 fing mit Philipp J. Hess die dritte Generation im Unternehmen an. Das eigene Werkstatt- und Fachhandelssystem „Motoo“ wurde 2005 gegründet.
Im Jahr 2009 wurde die Hans Hess Industrietechnik GmbH gegründet. 2016 trat die Hans Hess Autoteile GmbH der Select AG bei. 2017 wurde der Teilegroßhändler Wilhelm Schwenker GmbH & Co. KG in Minden übernommen, der zum 1. Januar 2019 mit Hans Hess Autoteile fusionierte und damit einen Teil der heutigen Hess Holding bildet. Autoteile Jakobs GmbH & Co. KG aus Idar-Oberstein wurde zum  1. Januar 2017 übernommen und ist heute Teil der Hess Holding. Im Februar 2021 wurde eine Vereinbarung geschlossen, dass Hess Holding die Werthenbach Autoteile GmbH zum 1. April 2021 übernimmt.

## Marken
Die Hess Holding besteht aus vier Marken:
1. Hess Autoteile: Beliefert Handels- und Werkstattkunden regional bis zu sechsmal am Tag mit Autoteilen sowie Werkzeugen, Chemieprodukten und Prüftechnik.[12] Insgesamt können 1,5 Mio. verschiedene Artikel bei Hess Autoteile bestelle werden.[13]
2. Schwenker: Die Wilhelm Schwenker GmbH & Co KG eröffnete 1952 ein erstes Fachgeschäft für Motorradteile und Wetterbekleidung und startete 1964 als Großhändler für Autoteile.[14] Heutzutage untergliedert sich Schwenker in drei Teile: Neben dem regionalen Geschäft, das Hess zugeordnet ist, gibt es ein nationales und ein Exportgeschäft mit Fokus auf deutsche Automarken.[15]
3. Motoo: Ist das Werkstattkonzept der Hess Holding.[16] Es gibt ca. 300 Werkstatt- und Handelspartner.[17]
4. Motorentechnik: Handelt mit Motorenteilen und -technik für PKWs und NKWs sowie Off-Highway-Motorenteile.[18]

Die Produkteigenmarke von Hans Hess heißt Tectimum und steht für „The Technical Optimum“. Es gibt von Tectimum: Starterbatterien, Innenraumfilter, Schmierstoffe, Radlager, Fahrzeugchemie und Sicherheitszubehör.

## Standorte
Standorte der Hess Holding:

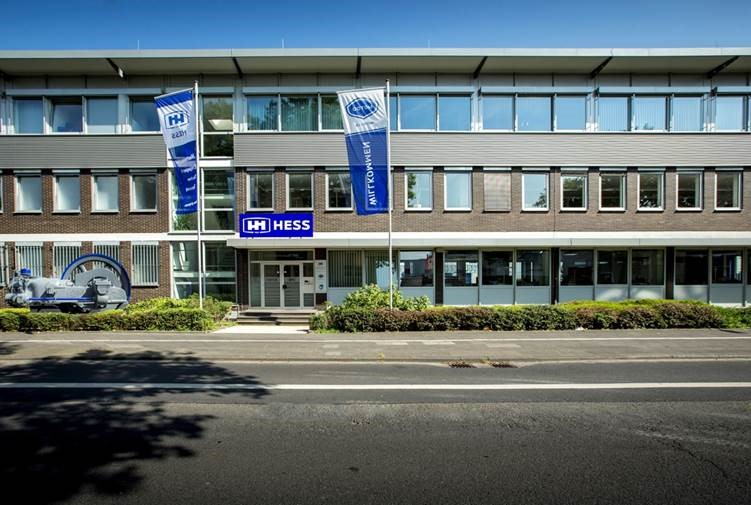
Hess Holding Hauptgebäude in Köln (Widdersdorferstr. 188).

- Köln, jetziger Hauptstandort in Köln-Ehrenfeld, seit 1979
- Koblenz, eröffnet 1970
- Kreuztal, eröffnet 2000
- Aachen, eröffnet 2005
- Bochum, eröffnet 2012
- Minden (Schwenker), seit 2017
- Leverkusen, eröffnet 2017
- Trier